# えびすボウル
えびすボウルは、関西学生アメリカンフットボール連盟とXリーグ・ウェストディビジョンのオールスターマッチとして毎年1月に行われるアメリカンフットボールのボウルゲームである。

## 概要
前身は1954年に創設された「阪急西宮ボウル」のメインゲームであった東西対抗大学オールスター戦。その名のとおり阪急西宮スタジアムで毎年6月下旬に行われ、関東・関西の主力選手が多数出場し、長らく定着していた。
しかし、2002年で西宮スタジアムは営業を終了し、西宮ボウルも第48回をもって終了。2003年度からは開催時期を1月に移して、関西学生リーグとXリーグ・ウェストディビジョンのオールスター対抗戦として神戸市（2004年は神戸ウイングスタジアム、2005年（2004年度）以後は神戸市王子スタジアム）で開催。大会名もこの時期の十日戎にちなみ「えびすボウル」とされ、実質的なシーズン最終ゲームの位置づけになった。この対戦形式は基本的には同じく西宮スタジアムで2002年まで7月初旬の平成ボウルの翌日に行われていた「グッドウィルボウル」のものを継承しているが、関西学生オールスターの選出については(1)チームスタッフも含めて原則4年生から選抜(2)Div.2およびDiv.3のチームも選抜対象、と若干変更されている。また、西宮ボウルの後継ボウルゲームとなったことで、通算の実施回数も西宮ボウルとしての実施分を合算している（第1回えびすボウルは通算で第49回に相当）。2005年の第50回大会は日本代表チームメンバーの選考ゲーム（西日本分）も兼ねた。

### 前回の結果
- 第54回えびすボウル 2009年1月10日(土) 13:00 神戸市王子スタジアム

| チーム名                    | 1Q | 2Q | 3Q | 4Q | 合計 |
| --------------------------- | -- | -- | -- | -- | ---- |
| Xリーグウエストオールスター | 0  | 0  | 0  | 0  | 0    |
| 関西学生オールスター        | 0  | 7  | 10 | 0  | 17   |

- えびすボウルへ名称変更後、関西学生オールスターは初勝利。
- MVP 関西学生 大丸 秀平（ RB #37 関西大学カイザース）
- MIP X-WEST 守山 貴紘（TE #4 SRC神戸ファイニーズ）
- 最優秀攻撃選手 関西学生 加納 友輔（QB #16 関西学院大学ファイターズ）
- 最優秀守備選手 関西学生 深川 匠（LB #11 関西学院大学ファイターズ）

## 過去の試合結果
※「えびすボウル」に名称変更して以降の記録。
```
第49回（2004年1月10日）関西学生オールスター 0 - 7 X-WESTオールスター
第50回（2005年1月10日）関西学生オールスター 0 - 20 X-WESTオールスター
第51回（2006年1月13日）関西学生オールスター 22 - 27 X-WESTオールスター
第52回（2007年1月 8日）関西学生オールスター 17 - 28 X-WESTオールスター
第53回（2008年1月12日）関西学生オールスター 8 - 14 X-WESTオールスター
第54回（2009年1月10日）関西学生オールスター 17 - 0 X-WESTオールスター
```